# 张令仪
张令仪（?—?），直隶栾城（今河北栾城）人，清朝政治人物。举人出身。

## 生平
順治二年（1645年），张令仪舉乙酉科順天鄉試，順治十六年（1659年）任江南嘉定县知县。